# Списък на царете на Крит
Това е списък с митологичните царе на остров Крит.
- Астерион – женен за Европа.
- Радамант – син на Европа и Зевс.
- Минос – брат на Радамант.
- Катрей – син на Минос и Пасифея.
- Алтемен – син на Катрей. Управлява кратко.
- Девкалион – чичо на Алтемен и брат на Катрей.
- Идоменей – син на Девкалион.

Идоменей умира в Колофон, а царството му е превзето от Микенската цивилизация.